# Chelonus rogezensis
Chelonus rogezensis är en stekelart som beskrevs av Granger 1949. Chelonus rogezensis ingår i släktet Chelonus och familjen bracksteklar. Inga underarter finns listade i Catalogue of Life.